# La falda de hierro (película)
La falda de hierro (título original en inglés The Iron Petticoat) es una película de comedia estadounidense de 1956 ambientada en la época de la Guerra Fría británica. Fue protagonizada por Bob Hope y Katharine Hepburn y dirigida por Ralph Thomas. El guion de Ben Hecht se convirtió en el foco de una historia polémica detrás de la producción y condujo a la eventual supresión de la película por parte de Hope.
Hepburn interpreta a una piloto militar soviética que aterriza en Alemania occidental y, después de probar la vida en Occidente en compañía del mayor Chuck Lockwood de Hope, se convierte al capitalismo. Las tramas secundarias involucran a Lockwood tratando de casarse con un miembro de la clase alta británica y agentes comunistas que intentan que el personaje de Hepburn regrese a la Unión Soviética.

## Sinopsis
Vinka Konvelenko es una capitana de la aviación soviética, de carácter frío, que deserta y marcha a Londres. Allí, un oficial del ejército estadounidense llamado Chuck Lockwood debe custodiarla. Mientras ella intenta convencerlo de las virtudes del comunismo y él intenta convencerla a ella de las del capitalismo, surge el amor. Pero no tardan en surgir los problemas cuando el KGB se entromete.

## Reparto
- Bob Hope como Capt. Chuck Lockwood.
- Katharine Hepburn como Capt. Vinka Kovelenko.
- Noelle Middleton como Connie.
- James Robertson Justice como Sklarnoff.
- Robert Helpmann como Ivan Kropotkin.
- David Kossoff como Dubratz.
- Alan Gifford como Newt Tarbell.
- Nicholas Phipps como Tony Mallard.
- Paul Carpenter como Lewis.
- Sid James como Paul.
- Alexander Gauge como Howley.
- Sandra Dorne como Tityana.

## Taquilla
Según los registros de MGM, la película fue un modesto éxito de taquilla, recaudando $ 1,260,000 en los Estados Unidos y Canadá, y $ 125,000 en otros lugares. Los bajos costos de producción resultaron en una ganancia de $ 109,000.